# Gambusia atrora
Gambusia atrora är en fiskart i familjen levandefödande tandkarpar som lever endemiskt i Mexiko.

## Utseende
Arten är en liten men robust fisk. Honan kan bli 40 mm lång, men hanen sällan längre än 30 mm. Förutom genom storleken skiljs könen från varandra genom honans större buk, och genom att analfenan hos hanen är omvandlad till ett kanalförsett parningsorgan – ett så kallat gonopodium.

## Fortplantning
Hos Gambusia atrora sker fortplantningen genom inre befruktning, där hanens gonopodium används som parningsorgan. Arten är vivipar och honan föder sålunda levande ungar. Dräktighetstiden är 28 dygn varefter honan föder fram 10–40 ungar. Detta kan upprepas mellan 2 och 6 gånger per säsong, även utan mellanliggande parningar, eftersom honan som hos alla Gambusia kan spara livskraftig sperma i äggledarna genom så kallad förrådsbefruktning.